# سیارک ۲۰۶۵۷
سیارک ۲۰۶۵۷ (به انگلیسی: 20657 Alvarez-Candal، نامگذاری:1999TL261) بیست هزار و ششصد و پنجاه و هفتمین سیارک کشف شده‌است که در ۱۴ اکتبر ۱۹۹۹ کشف شد.
قدر مطلق سیارک برابر ۲۰.۴ است.